# Liste der Museen im Landkreis Straubing-Bogen
Die Liste der Museen im Landkreis Straubing-Bogen  gibt einen Überblick über aktuelle und ehemalige Museen im Landkreis Straubing-Bogen in Bayern.

## Aktuelle Museen
| Gemeinde                | Name                                | Kurzbeschreibung | gegründet/ eröffnet | Träger                    | Standort             | Bild           | Link |
| ----------------------- | ----------------------------------- | --- | ------------------- | ------------------------- | -------------------- | -------------- | ---- |
| Bogen                   | Kreismuseum Bogenberg               | Das Kreismuseum auf dem Bogenberg dokumentiert in zwei Dauerausstellungen die Geschichte der Bayerischen Rauten von dem Wappen der Grafen von Bogen über ihre Verwendung bei den Wittelsbachern bis hin zum Erkennungszeichen Bayerns schlechthin sowie den Bogenberg als Heiligen Berg Niederbayerns und Sitz einer der ältesten bayerischen Marienwallfahrten. | 1962                | Landkreis Straubing-Bogen | Bogenberg            | weitere Bilder |      |
| Geiselhöring            | Museum der Seefahrt                 | Das Schiffahrtsmuseum im Obergeschoss eines Gasthauses zeigt etwa 1000 Exponate, darunter Schiffsmodellen und nautische Geräte aus vergangenen Zeiten. z. B. Kompasse, Sextanten, Oktanten, Schiffslaternen, Werkzeuge, Hängematten, Rettungsringe und Essgeschirr.                                                                                              |                     |                           | Stadtplatz           |                |      |
| Mallersdorf-Pfaffenberg | Paul Josef Nardini-Gedenkstätte     | Die Gedenkstätte im Kloster Mallersdorf zeigt Gegenstände aus dem Nachlass des 2006 selig gesprochenen Paul Josef Nardini (1821–1862) und dokumentiert die Geschichte und Tätigkeit des von ihm gegründeten Ordens „Arme Franziskanerinnen von der Heiligen Familie“, auch „Mallersdofer Schwestern“ genannt.                                                    |                     |                           | Kloster Mallersdorf  | weitere Bilder |      |
| Mitterfels              | Burgmuseum Mitterfels               | Das Museum in einem ehemaligen Gefängnis auf der Burg Mitterfels dokumentiert bäuerliches Wohnen und kleine Werkstätten. Es zeigt auch die originale Einrichtung der ehemaligen Dorfapotheke. | 1982                |                           | Burg Mitterfels      | weitere Bilder |      |
| Rattenberg              | Bulldog-Oldtimer-Museum             | Das Museum im Rattenberger Ortsteil Maierhof zeigt etwa 20 Traktoren aus den Jahren 1938 bis 1960, einige Oldtimer Motorräder sowie landwirtschaftliche Geräte wie Dreschwagen, Dreschmaschinen usw. |                     | Johann Dilger             | Maierhof             |                |      |
| Rattenberg              | Heimatmuseum Rattenberg             | Das Rattenberger Heimatmuseum zeigt Geräte der Haus- und Landwirtschaft und alter Handwerke sowie eine Schusterwerkstatt, eine Schreinerei, eine Bauernstube und eine Schulstube. |                     |                           | Hauptstraße          |                |      |
| Wiesenfelden            | Naturkundliches Museum Wiesenfelden | Das Museum im Umweltzentrum Schloss Wiesenfelden präsentiert in zwei Räumen die Themen „Lebensraum Weiher“ und „Kleiner Bruder Biber“. In der Medienstation „Wenn Fische reden könnten“ erzählen einheimische Fische von ihren Eigenarten und ihrem Lebensumfeld.                                                                                                |                     | Hubert Weinzierl          | Schloss Wiesenfelden | weitere Bilder |      |